# Невская оперативная группа
Невская оперативная группа, оперативное войсковое объединение в составе Вооружённых Сил СССР во время Великой Отечественной войны. Всего оперативных групп под названием «Невская» имелось четыре.

## Невская оперативная группа 1941 года

### История
Управление оперативной группы сформировано 22 сентября 1941 года на базе 2-й гвардейской стрелковой дивизии народного ополчения.
В составе действующей армии с 22 сентября 1941 по 25 октября 1941 как Невская оперативная группа и с 25 октября 1941 по 6 ноября 1941 года как 1-я Невская оперативная группа.
Создана для объединения действий войск Ленинградского фронта по правому берегу реки Нева от Ладожского озера до Ивановского, а также на захваченном в ночь на 20 сентября 1941 года на левом берегу Невы Невском пятачке.
Основные усилия войск группы были сосредоточены именно на плацдарме; на всём остальном протяжении фронта обороны войска группы обороняли правый берег реки, препятствуя возможной переправе войск противника.
В течение всего времени существования объединения, войска группы постоянно переправлялись на плацдарм, где вели ожесточённые бои по расширению и удержанию плацдарма, с основной целью — пробиться в направлении Синявино, где соединиться с войсками 54-й армии и таким образом деблокировать Ленинград, одновременно отрезав войска противника в выступе у Шлиссельбурга. Однако существенного продвижения достигнуть не удалось, тем не менее войска группы сумели сохранить за собой плацдарм, существовавший до апреля 1942 года.
25 октября 1941 года, с созданием ещё одной, 2-й Невской оперативной группы, переименована в 1-ю Невскую оперативную группу.
6 ноября 1941 года управление группой расформировано, войска включены в состав 8-й армии

### Командование
- Пшенников, Пётр Степанович, генерал-лейтенант (сентябрь — октябрь 1941),
- Коньков, Василий Фомич, генерал-майор (октябрь — ноябрь 1941).

### Боевой состав
В различное время в состав группы входили:
| Стрелковые соединения и части | Стрелковые соединения и части                  | Стрелковые соединения и части   | Стрелковые соединения и части    |
| Корпуса                       | Дивизии                                        | Бригады                         | Иные части                       |
| ----------------------------- | ---------------------------------------------- | ------------------------------- | -------------------------------- |
| -                             | 86, 115, 177, 265 стрелковые, 1, 20 войск НКВД | 11 стрелковая, 4 морской пехоты | 1, 4, 5 истребительные батальоны |

| Артиллерийские части | Артиллерийские части | Артиллерийские части | Артиллерийские части                                         | Артиллерийские части |  |
| Дивизии              | Бригады              | Полки                | Дивизионы                                                    | Иные                 |  |
| -------------------- | -------------------- | -------------------- | ------------------------------------------------------------ | -------------------- |  |
| не имелось           | не имелось           | 230                  | 1 гаубичный, 24 противотанковый, 20 миномётный, 133 зенитный | не имелось           |  |

| Танковые, механизированные, самоходно-артиллерийские соединения и части | Танковые, механизированные, самоходно-артиллерийские соединения и части | Танковые, механизированные, самоходно-артиллерийские соединения и части | Танковые, механизированные, самоходно-артиллерийские соединения и части | Танковые, механизированные, самоходно-артиллерийские соединения и части |  |
| Корпуса                                                                 | Дивизии                                                                 | Полки                                                                   | Батальоны                                                               | Иные отдельные части                                                    |  |
| ----------------------------------------------------------------------- | ----------------------------------------------------------------------- | ----------------------------------------------------------------------- | ----------------------------------------------------------------------- | ----------------------------------------------------------------------- |  |
| не имелось                                                              |                                                                         | не имелось                                                              | 107                                                                     | 28 бронепоезд                                                           |  |

| Военно-воздушные силы | Военно-воздушные силы | Военно-воздушные силы | Военно-воздушные силы | Военно-воздушные силы |  |
| Корпуса               | Дивизии               | Бригады               | Полки                 | Иные отдельные части  |  |
| --------------------- | --------------------- | --------------------- | --------------------- | --------------------- |  |
| не имелось            | не имелось            | не имелось            | не имелось            | не имелось            |  |

| Инженерные, сапёрные, понтонно-мостовые и огнемётные части | Инженерные, сапёрные, понтонно-мостовые и огнемётные части | Инженерные, сапёрные, понтонно-мостовые и огнемётные части | Инженерные, сапёрные, понтонно-мостовые и огнемётные части | Инженерные, сапёрные, понтонно-мостовые и огнемётные части |  |
| Бригады                                                    | Инженерные батальоны                                       | Сапёрные батальоны                                         | Понтонно-мостовые батальоны                                | Огнемётные части                                           |  |
| ---------------------------------------------------------- | ---------------------------------------------------------- | ---------------------------------------------------------- | ---------------------------------------------------------- | ---------------------------------------------------------- |  |
| не имелось                                                 | не имелось                                                 | 257                                                        | 21                                                         | не имелось                                                 |  |

#### Помесячный боевой состав группы
| Помесячный боевой состав группы  | Помесячный боевой состав группы                                           | Помесячный боевой состав группы                 | Помесячный боевой состав группы        | Помесячный боевой состав группы | Помесячный боевой состав группы | Помесячный боевой состав группы |
| Дата (в составе фронта)          | Стрелковые и кавалерийские соединения                                     | Артиллерийские и миномётные соединения          | Танковые и механизированные соединения | Авиация                         | Инженерные и сапёрные части     | Огнемётные части                |
| -------------------------------- | ------------------------------------------------------------------------- | ----------------------------------------------- | -------------------------------------- | ------------------------------- | ------------------------------- | ------------------------------- |
| 01.10.1941 (Ленинградский фронт) | 115 сд, 1 сд НКВД, 4 бр. морской пехоты, 1, 4, 5 истребительные батальоны | 230 ап (71 сд), 1/577 гап, 24 оад ПТО, 20 оминб | 107 отб                                | -                               | 21 пмб                          | -                               |
| 01.11.1941 (Ленинградский фронт) | 86, 115, 177, 265 сд, 1, 20 сд НКВД, 11 сбр, 4 бр. морской пехоты         | 1/577 гап РВГК, 24 оад ПТО, 20 оминб, 133 озад  | 107 отб, 28 отд. бронепоезд            | -                               | 21 пмб, 257 осб                 | -                               |

## 2-я Невская оперативная группа

### История
Управление оперативной группы сформировано 25 октября 1941 года на базе управления 19-го стрелкового корпуса в Ораниенбауме для обороны ораниенбаумского плацдарма.
В составе действующей армии с 25 октября 1941 по 2 ноября 1941 года.
2 ноября 1941 года группа переименована в Приморскую оперативную группу.

## Невская оперативная группа 1942 года

### История
Управление оперативной группы переименовано 27 января 1942 года из управления Синявинской оперативной группы 54-й армии. Командованию группы вновь были подчинены войска, находящиеся на правом берегу Невы от Ладожского озера до Ивановского, а также войска, ведущие бои на Невском пятачке.
В составе действующей армии с 27 января 1942 по 10 октября 1942 года.
До апреля 1942 года задача группы оставалась прежней: оборона правого берега Невы и расширение плацдарма на Невском пятачке в сторону Синявино. После начала ледохода на Неве и, соответственно, затруднительности переброски подкреплений на плацдарм, немецкое командование предприняло операцию по уничтожению плацдарма, которая увенчалась успехом: 29 апреля 1942 года войска оперативной группы на плацдарме были уничтожены.
Вплоть до сентября 1942 года войска группы обороняют правый берег Невы. С 8 сентября 1942 года войска группы приступают к участию в Синявинской операции 1942 года. В этот день силы группы форсируют Неву вновь в районе Невской Дубровки и деревни Анненское, с целью захвата плацдармов и продвижения навстречу войскам 8-й армии и 2-й ударной армии, которые вбили клин в оборону противника с востока в направлении Синявино. Форсирование разворачивалось очень тяжело, войска группы понесли большие потери ещё при переправе, и практически нигде не смогли закрепиться на берегу. Был захвачен только крошечный плацдарм в 1 километр по фронту и 300 метров глубиной у деревни Анненское. Вновь созданный Невский пятачок был захвачен только 26 сентября 1942 года. К тому времени войска 8-й армии и 2-й ударной армии уже попали в окружение и не могли осуществлять продвижение на восток. В таких условиях войска группы были с 6 октября 1942 года в основном отведены с плацдарма: на небольшом куске территории оставались только подразделения 46-й стрелковой дивизии.
9 октября 1942 года Ставка ВГК издала директиву, согласно которой 10 октября 1942 года на базе Невской оперативной группы было создано управление 67-й армии.

### Командование
- Стариков, Фёдор Митрофанович, генерал-майор (январь 1942)
- Бондарев, Андрей Леонтьевич, генерал-майор (январь — апрель 1942).
- Никитин, Иван Фёдорович, генерал-майор (апрель — 6 октября 1942)
- Духанов, Михаил Павлович, генерал-майор (6 — 10 октября 1942)

### Боевой состав
В различное время в состав группы входили:
| Стрелковые соединения и части | Стрелковые соединения и части           | Стрелковые соединения и части   | Стрелковые соединения и части                                                             |
| Корпуса                       | Дивизии                                 | Бригады                         | Иные части                                                                                |
| ----------------------------- | --------------------------------------- | ------------------------------- | ----------------------------------------------------------------------------------------- |
| не имелось                    | 10, 46, 70, 86 стрелковые, 1 войск НКВД | 11 стрелковая, 4 морской пехоты | 16 укрепрайон, отдельный стрелковый полк без номера, 35 пулемётно-артиллерийский батальон |

| Артиллерийские части | Артиллерийские части | Артиллерийские части                           | Артиллерийские части                                                     | Артиллерийские части |  |
| Дивизии              | Бригады              | Полки                                          | Дивизионы                                                                | Иные                 |  |
| -------------------- | -------------------- | ---------------------------------------------- | ------------------------------------------------------------------------ | -------------------- |  |
| не имелось           | не имелось           | 6, 7, 871, 882 противотанковые, 174 миномётный | 20 миномётный, 523, 524, 525, 526, 539, 540 тяжёлые реактивных миномётов | не имелось           |  |

| Танковые, механизированные, самоходно-артиллерийские соединения и части | Танковые, механизированные, самоходно-артиллерийские соединения и части | Танковые, механизированные, самоходно-артиллерийские соединения и части | Танковые, механизированные, самоходно-артиллерийские соединения и части | Танковые, механизированные, самоходно-артиллерийские соединения и части |  |
| Корпуса                                                                 | Дивизии                                                                 | Полки                                                                   | Батальоны                                                               | Иные отдельные части                                                    |  |
| ----------------------------------------------------------------------- | ----------------------------------------------------------------------- | ----------------------------------------------------------------------- | ----------------------------------------------------------------------- | ----------------------------------------------------------------------- |  |
| не имелось                                                              | не имелось                                                              | не имелось                                                              | 48, 86                                                                  | отдельный автобронебатальон без номера                                  |  |

| Военно-воздушные силы | Военно-воздушные силы | Военно-воздушные силы | Военно-воздушные силы | Военно-воздушные силы                                         |  |
| Корпуса               | Дивизии               | Бригады               | Полки                 | Иные отдельные части                                          |  |
| --------------------- | --------------------- | --------------------- | --------------------- | ------------------------------------------------------------- |  |
| не имелось            | не имелось            | не имелось            | не имелось            | 7 бомбардировочная эскадрилья, 12 корректировочная эскадрилья |  |

| Инженерные, сапёрные, понтонно-мостовые и огнемётные части | Инженерные, сапёрные, понтонно-мостовые и огнемётные части | Инженерные, сапёрные, понтонно-мостовые и огнемётные части | Инженерные, сапёрные, понтонно-мостовые и огнемётные части | Инженерные, сапёрные, понтонно-мостовые и огнемётные части |  |
| Бригады                                                    | Инженерные батальоны                                       | Сапёрные батальоны                                         | Понтонно-мостовые батальоны                                | Огнемётные части                                           |  |
| ---------------------------------------------------------- | ---------------------------------------------------------- | ---------------------------------------------------------- | ---------------------------------------------------------- | ---------------------------------------------------------- |  |
| не имелось                                                 | 2, 53                                                      | 1325                                                       | не имелось                                                 | не имелось                                                 |  |

#### Помесячный боевой состав группы
| Помесячный боевой состав группы  | Помесячный боевой состав группы                    | Помесячный боевой состав группы                                  | Помесячный боевой состав группы        | Помесячный боевой состав группы | Помесячный боевой состав группы | Помесячный боевой состав группы |
| Дата (в составе фронта)          | Стрелковые и кавалерийские соединения              | Артиллерийские и миномётные соединения                           | Танковые и механизированные соединения | Авиация                         | Инженерные и сапёрные части     | Огнемётные части                |
| -------------------------------- | -------------------------------------------------- | ---------------------------------------------------------------- | -------------------------------------- | ------------------------------- | ------------------------------- | ------------------------------- |
| 01.02.1942 (Ленинградский фронт) | 10, 86 сд, 11 сбр, осп (б/н                        | 6, 7 ап ПТО                                                      | 48 отб                                 | -                               | -                               | -                               |
| 01.03.1942 (Ленинградский фронт) | 10, 86 сд, 1 сд НКВД, 11 сбр, 4 бр. морской пехоты | 6, 7 ап ПТО, 20 оминб                                            | 48 отб, отд. автобронебатальон (б/н)   | -                               | 2 оиб                           | -                               |
| 01.04.1942 (Ленинградский фронт) | 186 сд, 11 сбр, 1 сд НКВД                          | 6, 7 ап ПТО, 20 оминб                                            | 48 отб, отд. автобронебатальон (б/н)   | -                               | -                               | -                               |
| 01.05.1942 (Ленинградский фронт) | 70, 86 сд, 11 сбр, 1 сд НКВД                       | 6, 7 ап ПТО, 20 оминб                                            | 48 отб                                 | -                               | 53 оиб                          | -                               |
| 01.06.1942 (Ленинградский фронт) | 70, 86 сд, 11 сбр, 1 сд НКВД                       | 6, 7 ап ПТО, 174 минп                                            | 48, 86 отб                             | -                               | 53 оиб, 1325 осб                | -                               |
| 01.07.1942 (Ленинградский фронт) | 70, 86 сд, 1 сд НКВД, 11 сбр, 35 опаб              | 871, 882 лап, 174 минп                                           | 86 отб                                 | 7 лбаэ, 12 каэ                  | 53 оиб, 1325 осб                | -                               |
| 01.08.1942 (Ленинградский фронт) | 46, 70, 86 сд, 11 сбр, 35 опаб                     | 871, 882 лап, 174 минп                                           | 86 отб                                 | -                               | 53 оиб, 1325 осб                | -                               |
| 01.09.1942 (Ленинградский фронт) | 46, 70 сд, 16 УР                                   | 871, 882 лап, 174 минп                                           | 86 отб                                 | -                               | 53 оиб                          | -                               |
| 01.10.1942 (Ленинградский фронт) | 46, 70, 86 сд, 11 сбр, 16 УР                       | 871, 882 иптап, 174 минп, 523, 524, 525, 526, 539, 540 огв. тмдн | 86 отб                                 | -                               | 53 оиб                          | -                               |